# Morelábor
Morelábor è un comune spagnolo di 919 abitanti situato nella comunità autonoma dell'Andalusia.